# CD Cobreloa
Club de Deportes Cobreloa – chilijski klub piłkarski z siedzibą w mieście Calama.

## Osiągnięcia

### Krajowe
- Primera División

| zwycięstwo (8):     | 1980, 1982, 1985, 1988, 1992, 2003 (A), 2003 (C), 2004 (C) |
| drugie miejsce (8): | 1978, 1979, 1981, 1983, 1993, 2000, 2004 (A), 2011 (C)     |

- Copa Chile

| zwycięstwo (1):     | 1986             |
| drugie miejsce (3): | 1991, 1993, 1995 |

### Międzynarodowe
- Copa Libertadores

| zwycięstwo (0):     | –          |
| drugie miejsce (2): | 1981, 1982 |

## Historia
W odróżnieniu od powszechnie znanych klubów Cobreloa jest stosunkowo młodym klubem, utworzonym 7 stycznia 1977. Klub bardzo szybko dotarł na szczyty chilijskiego futbolu i od momentu awansu ani razu nie spadł z pierwszej ligi.
Prawdopodobnie nie ma takiego drugiego klubu, który by tak szybko od momentu swego powstania doszedł w pobliże szczytów światowego futbolu. Już cztery lata od momentu założenia Cobreloa dotarła do finału Copa Libertadores w 1981 roku, przegrywając w finale z  CR Flamengo. W następnym roku Cobreloa ponownie dotarła do finału Copa Libertadores, tym razem ulegając drużynie  Peñarol. Kolejny, jak dotąd ostatni znaczący wyczyn na skalę międzynarodową w wykonaniu klubu Cobreloa miał miejsce w roku 1987, kiedy to zespół dotarł do półfinału Copa Libertadores.

## Znaczący gracze w historii klubu
- Armando Alarcon
- Julio César Baldivieso
- Eduardo Bennett
- Fernando Cornejo
- Juan Covarrubias
- Patricio Galaz
- Luis Garisto
- Eduardo Gomez
- Baudilio Jáuregui
- Ladislao Mazurkiewicz
- Victor Merello
- Washington Olivera
- Hector Puebla
- Alexis Sánchez
- Jorge Luis Siviero
- Mario Soto
- Hugo Tabilo
- Marcelo Trobianni